# Alphubel
Alphubel (4 206 m n. m.) je hora ve Walliských Alpách. Leží na území Švýcarska v kantonu Valais nedaleko italských hranic. Náleží do masivu Mischabel. Leží jižně od Domu a Täschhornu. Na vrchol lze vystoupit od chat Täschhütte (2 701 m n. m.), Mischabeljoch Biwak (3 851 m n. m.) a Hotel Langflue (2 867 m n. m.). Horu obklopují ledovce Weingartengletscher a Feegletscher.
Na vrchol jako první vystoupili 9. srpna 1860 Leslie Stephen, T. W. Hinchliff, Melchior Anderegg a Peter Perren.